# Mercedes-Benz Classe S (Type 217)
La Mercedes-Benz Type 217 est une gamme de véhicules haut de gamme du constructeur automobile allemand Mercedes-Benz. Elle fut produite de juin 2014 à août 2020 et a reçu un restylage en 2017. Le constructeur a fabriqué ce modèle en deux carrosseries différentes : en coupé (C217) et en cabriolet (A217), les deux en deux portes.
La Type 217 dérive de la berline de luxe Classe S Type 222 qui a été lancée un an auparavant.
Fin 2013, Mercedes-Benz choisit de changer la dénomination de quelques-uns de ses modèles. La Classe CL en fit partie en changea en « Classe S Coupé/Cabriolet ». La Type 217 sera la seule de cette nouvelle classe puisque la marque allemande décide d'arrêter cette gamme en 2020. Après sept ans de production, la Type 217 et les versions Coupé/Cabriolet de la Classe S sont donc définitivement arrêtée.

## Historique

### Présentation et lancement

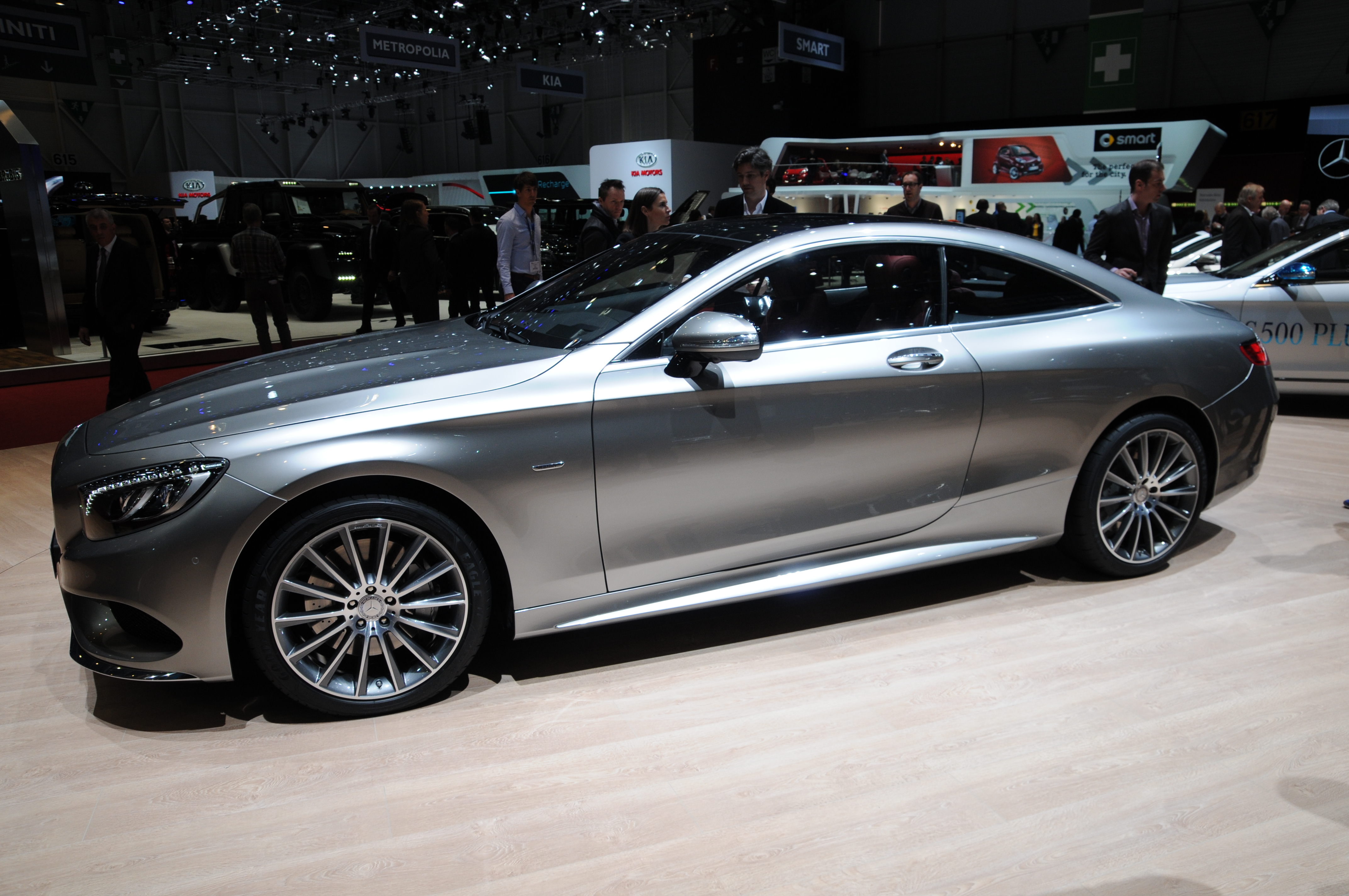
La Type 217 Coupé au salon de Genève en mars 2014.

#### Phase 1
La Type 217 coupé a été présentée au salon international de l'automobile de Genève en mars 2014. Le lancement sur le marché a eu lieu le 27 septembre 2014 après le démarrage de la production le 11 juin 2014.
La présentation du cabriolet a suivie en septembre 2015 au salon de l'automobile de Francfort puis à Détroit en 2016,,. C'était la première fois depuis l'abandon de la Mercedes-Benz Type 111 en 1971 qu'un cabriolet de la Classe S était disponible.
Les cristaux, signés Svarovski, et implantés dans les phares ainsi que l'option permettant d'incliner le véhicule, à la manière d'une moto sur un angle maximum de 2,5 degrés dans les virages, font partie des spécificités propres à la version coupé. Deux modèles AMG sont aussi disponibles sur cette version.
Cette déclinaison de la Classe S est la première de l'histoire de la limousine. Lancée fin 2015, cette version vient concurrencer les marques les plus prestigieuses de l'automobile de luxe et des GT, comme Bentley ou Rolls-Royce.

#### Phase 2
En septembre 2017, au Salon de l'automobile de Francfort, Mercedes présente la refonte du style des Coupé et Cabriolet de la Classe S. Les deux versions adoptent les nouveaux 6 cylindres en ligne, et la S500 devient S560 avec le V8 biturbo de 4 litres de cylindrée.

## Caractéristiques

### Dimensions
Par rapport à sa prédécesseure, la Classe CL Type 216 datant de 2006, la Type 217 est plus courte d'environ 10 cm mais elle est cependant plus large de 20 à 40 cm. La masse est quasi-identique, selon les moteurs et équipements.
|                                               | Type 217 (tous modèles) |
| --------------------------------------------- | ----------------------- |
| Longueur                                      | 5 027 mm à 5 051 mm     |
| Largeur                                       | 1 899 mm à 1 913 mm     |
| Hauteur                                       | 1 411 mm à 1 428 mm     |
| Empattement                                   | 2 945 mm                |
| Voies Avant / Arrière                         | 1 625 mm / 1 649 mm     |
| Porte à faux Avant / Arrière                  | 954 mm / 1 128 mm       |
| Rayon de braquage                             |                         |
| Masse à vide (selon moteurs et équipements)   | 2 070 kg                |
| PTAC (selon moteurs et équipements)           | 2 555 kg                |
| Chargement de remorque (freiné et non freiné) |                         |
| Coffre                                        | 400 l                   |
| Capacité du réservoir                         | 80 l                    |

Note : ce tableau comprend les dimensions hors-tout, cependant, les rétroviseurs, antennes ou autres éléments hors carrosserie ne sont pas compris dedans.

### Chaîne cinématique

#### Motorisations
La Type 217 a eu plusieurs motorisations différentes de six, huit et douze cylindres, à essence uniquement.
- le M 276 six cylindres en V de 3,0 litres développant 367 ch.
- le M 278 huit cylindres en V de 4,6 litres développant 455 ch.
- le M 176 huit cylindres en V de 4,0 litres développant 469 ch.
- le M 157 huit cylindres en V de 5,5 litres développant 585 ch.
- le M 177 huit cylindres en V de 4,0 litres développant 612 ch.
- le M 279 douze cylindres en V de 6,0 litres développant 630 ch.

Tous les moteurs sont à la norme européenne d'émissions Euro 6.

#### Boîtes de vitesses
La Type 217 était disponible avec plusieurs boîtes de vitesses :